# The Hu
The Hu ist eine mongolische Rockband aus Ulaanbaatar.

## Band und Mitglieder
Die Silbe Hu im Bandnamen ist die mongolische Wurzel für das Wort Mensch. Der Bandname, der gleichzeitig ein Homöonym für The Who ist, bedeutet also übersetzt in etwa „die Menschen“. Das Logo der Band zeigt einen Schneeleoparden. Die Band wählte dieses Tier aufgrund seiner mythischen Bedeutung. Es soll unter anderem ein Symboltier für alte mongolische Stämme sein. Die vier Mitglieder der Band, Gala, Jaya, Enkush und Temka, haben alle ein Studium der Musik am mongolischen Staatskonservatorium abgeschlossen. Jaya unterrichtet dort unter seinem bürgerlichen Namen G. Nyamjantsan.

## Geschichte
Gegründet wurde die Band im Jahr 2016 in Ulaanbaatar. Im Herbst des Jahres 2018 veröffentlichten The Hu zwei Videos im Internet (Yuve Yuve Yu im September und Wolf Totem im November), die schnell größere Aufmerksamkeit erfuhren. Anfang Januar 2019 hatten sie zusammen acht Millionen Aufrufe, Anfang Juli 2019 waren es bereits 33 Millionen. Ihr erstes Album mit dem Namen The Gereg ist am 13. September 2019 erschienen.
Das Album enthält neun Songs, darunter die bereits als Videos veröffentlichten Songs Yuve Yuve Yu und Wolf Totem. Das Wort Gereg bezeichnet einen metallischen Anhänger, der während der Zeit von Dschingis Khan vom mongolischen Reich als erster Reisepass verwendet wurde und den Diplomaten ein unbehindertes Fortkommen bei vielen Nationen ermöglichte. Das Debütalbum The Gereg erschien am 13. September 2019 weltweit über Eleven Seven Music. Auf ihm zu finden sind – neben den genannten Songs – die Titel Shoog Shoog, The Legend of Mother Swan, The Great Chinggis Khaan, The Same, Song of Women, Shireg Shireg und The Gereg.
Im Jahr 2022 sollten The Hu mit der schwedischen Band Sabaton als deren Vorband bei der „Tour to End All Tours“ auf Europa-Tournee gehen.
Da die „Tour to End All Tours“ auf das Jahr 2023 verlegt wurde, mussten The Hu die Tour absagen. Stattdessen traten Babymetal als Vorband auf.

## Kulturelle Auszeichnungen
Im Jahr 2019 wurde The Hu wegen ihrer musikalischen Erfolge und der Werbung für die mongolische Kultur die Auszeichnung Cultural Envoy of Mongolia verliehen. Im Jahr 2020 erhielten sie die höchste nationale Auszeichnung der Mongolei, den Order of Genghis Khan. Im Jahr 2022 wurden ihnen von der UNESCO die Auszeichnung Artist for Peace verliehen.

## Musikstil
The Hu selbst nennen ihren Musikstil Hunnu Rock. Sie verwenden traditionelle mongolische Musikinstrumente wie die Pferdekopfgeige sowie Topshur und Maultrommel und setzen auch den traditionellen mongolischen Untertongesang ein. Aus dem Bereich des Heavy Metal entlehnen sie vor allem die hämmernden Bässe für ihre Musik. Die Band steht in einer Tradition mongolischer Bands, die in den 1980ern während der Demokratisierung des Landes begannen, westliche Musikstile mit mongolischen Musiktraditionen zu mischen, und dabei politische Inhalte transportierten.

## Trivia
The Hu steuerten das Hauptlied zum Computerspiel Star Wars Jedi: Fallen Order bei. Für das Metallica-Tributealbum The Metallica Blacklist coverten The Hu das Lied Through the Never.

## Diskografie

### Studioalben
| Jahr | Titel Musiklabel                     | Höchstplatzierung, Gesamtwochen, AuszeichnungChartplatzierungen (Jahr, Titel, Musiklabel, Platzierungen, Wochen, Auszeichnungen, Anmerkungen) | Höchstplatzierung, Gesamtwochen, AuszeichnungChartplatzierungen (Jahr, Titel, Musiklabel, Platzierungen, Wochen, Auszeichnungen, Anmerkungen) | Höchstplatzierung, Gesamtwochen, AuszeichnungChartplatzierungen (Jahr, Titel, Musiklabel, Platzierungen, Wochen, Auszeichnungen, Anmerkungen) | Höchstplatzierung, Gesamtwochen, AuszeichnungChartplatzierungen (Jahr, Titel, Musiklabel, Platzierungen, Wochen, Auszeichnungen, Anmerkungen) | Höchstplatzierung, Gesamtwochen, AuszeichnungChartplatzierungen (Jahr, Titel, Musiklabel, Platzierungen, Wochen, Auszeichnungen, Anmerkungen) | Anmerkungen                              |
| Jahr | Titel Musiklabel                     | DE | AT | CH | UK | US | Anmerkungen                              |
| ---- | ------------------------------------ | --- | --- | --- | --- | --- | ---------------------------------------- |
| 2019 | The Gereg Eleven Seven Music         | DE24 (3 Wo.)DE | AT25 (1 Wo.)AT | CH14 (2 Wo.)CH | UK21 (1 Wo.)UK | US103 (1 Wo.)US | Erstveröffentlichung: 13. September 2019 |
| 2022 | Rumble of Thunder Better Noise Music | DE38 (1 Wo.)DE | AT38 (1 Wo.)AT | CH18 (1 Wo.)CH | — | — | Erstveröffentlichung: 2. September 2022  |

### Livealben
- 2024: Live at Glastonbury

### Singles
- 2018: Yuve Yuve Yu (solo bzw. mit From Ashes to New, CA: Gold)
- 2018: Wolf Totem (solo bzw. mit Jacoby Shaddix, US: Gold, CA: Platin)
- 2019: Shoog Shoog
- 2019: The Great Chinggis Khaan
- 2020: Song of Women (solo bzw. mit Lzzy Hale)
- 2020: Sad but True
- 2022: Black Thunder
- 2023: This Is Mongol (Warrior Souls) (mit William DuVall)

## Auszeichnungen für Musikverkäufe
Anmerkung: Auszeichnungen in Ländern aus den Charttabellen bzw. Chartboxen sind in ebendiesen zu finden.
| Land/RegionAuszeichnungen für Musikverkäufe (Land/Region, Auszeichnungen, Verkäufe, Quellen) | Gold     | Platin  | Verkäufe | Quellen         |
| -------------------------------------------------------------------------------------------- | -------- | ------- | -------- | --------------- |
| Kanada (MC)                                                                                  | Gold1    | Platin1 | 120.000  | musiccanada.com |
| Vereinigte Staaten (RIAA)                                                                    | Gold1    | —       | 500.000  | riaa.com        |
| Insgesamt                                                                                    | 2× Gold2 | Platin1 |          |                 |